# Перше латиське національне пробудження
Перше латиське національне пробудження (латис. Pirmā atmoda) — культурний і національно-визвольний рух у Латвії у 1850–1880-х рр., організований інтелігенцією країни — молодолатишами. Настроєні проти балто-німецького панування у Ліфляндській та Курляндській губерніях, які заклали основи сучасної латвійської національної держави. Великий вплив на цей рух справили європейські романтично-націоналістичні рухи «Молода Німеччина» та Чеське національне відродження. Метою цього руху була освіта латишів, критика і протести проти балто-німецького домінування та подолання упереджень щодо латиської мови, культури та традицій.
Перше національне пробудження було культурним рухом здебільшого серед освічених шарів суспільства, який занепав, коли латвійська спільнота стала більш зрілою і зацікавленою у нових політичних та наукових ідеях. Багато провідних молодолатишів рано померли або працювали у Росії, далеко від власної батьківщини. Окрім цього латиші також пережили хвилю русифікації, у період якої використання латиської мови у школах було заборонене.
Після Першого національного пробудження утворився інший рух — «Нова течія» (латис. Jaunā strāva), який був більш політизованим та врешті-решт призвів до утворення Соціал-демократичної партії.

## Початок
Перші ознаки цього суспільного руху проявилися вже у XVIII ст., коли у Латвії процвітала діяльність гернгутерів (1729—1861). Одним з ініціаторів латиського національного руху також був німецький поет і письменник Йоганн-Готфрід Гердер, який у 1764—1769 рр. працював пастором і вчителем у Ризі. Знайомлячись з латиською культурою. Гердер був вражений різноманіттіям латиських народних пісень.
Фактично перше латиське відродження почалося внаслідок поширення громадянської революції 1848 року у Європі, коли у Латвії зароджується ідея першого відродження. Керманичами «першого відродження» Латвії були молодолатиші — Крішьяніс Вальдемарс, Крішьяніс Баронс та Юріс Алунанс.

## Рух молодолатишів
Головними ідеями молодолатишів були:
1. формування та розвиток латиської національної культури з приділенням особливої уваги рідній мові та національній школі,
2. диференціація та зміцнення латиських спілок,
3. формування латиської національної ідеології, удосконаленої у текстах Алунанса, Атіса Кронвальдса та Аусекліса,
4. організація латиських товариств і спілок.

Рух молодолатишів зародився у 1850-х рр., коли у Дерптському університеті, що на той час був головним навчальним закладом Ліфляндської губернії, навчалися близько 30 латиських студентів. Серед них були ті, що не хотіли коритися німецькому тиску; одним з таких студентів був Крішьяніс Вальдемарс, студент з Курляндії, який повісив на дверях свого помешкання у гуртожитку табличку, на якій ідентифікував себе як латиша, — на той час це було нечуваним. Згодом він організував у Дерпті «латиські вечори». При ньому зібралося 10–13 студентів-однодумців, головними з яких невдовзі стали Юріс Алунанс і Крішьяніс Баронс. На цих «латиських вечорах» обговорювався не лише тогочасний стан утискуваних німцями латишів, а й минуле та майбутнє латиського народу. На цих зборах також сформувалися головні ідеї молодолатишів. Назва «молодолатиші» походила від зародженого у Німеччині письменницького лібералістичного руху «Молода Німеччина» (нім. Junges Deutschland), головні ідеї якого були подібні до ідей молодолатишів, і тому самі німці називали молодолатиський рух «Молодою Латвією» (нім. Junges Lettland). Характерна для молодолатишів схильність до народного романтизму в літературі невдовзі перетворилась на міцніючий націоналізм.
Також молодолатиші заснували такі газети, як «Mājas Viesis» (з латис. «Домашній гість») та «Pēterburgas Avīzes» («Петербурзька газета»). Спочатку молодолатишів підтримував російський уряд, який вбачав у їх русі інструмент впливу на балтійські провінції, де панували німці.

## Учасники руху молодолатишів
У 1868 році молодолатиш Фріцис Брівземніекс почав збирати латиські народні пісні, відомі як дайни. Його роботу продовжив Крішьяніс Баронс, який у 1894 році видав першу збірку дайн та згодом став відомим як Батько дайн (латис. Dainu tēvs).
Іншим активістом був учитель Атіс Кронвальдс, який знайшов згадку про червоно-біло-червоний прапор у Лівонській римованій хроніці ХІІІ ст. Ці кольори згодом утворили прапор Латвії. Також Кронвальдс працював над поширенням освіти серед латишів та оновив латиську мову, створивши багато новbх слів.
У 1868 році було утворено Ризьку латиську спілку, спочатку задумувану як благодійна організація, спрямована на допомогу жертвам неврожаю в Естонії; вона також організувала латиське культурне життя у Ризі та регіонах. Тут також було утворено першу театральну трупу на чолі з Адольфсом Алунансом, що призвело до зародження драматургії в Латвії.
У 1873 році в Ризі було проведено перший Латвійський фестиваль пісні і танцю, на якому більшість виконаних пісень були латиськими народними піснями. Однією з нових виконаних пісень була композиція Карліса Бауманіса, яка пізніше стала національним гімном Латвії. Через поширення націоналістичних поглядів її початкову назву — «Боже, благослови Латвію» — російські цензори замінили на «Боже, благослови Балтію».
У 1888 році було опубліковано національний епос «Лачплесис», написаний Андрейсом Пумпурсом.

### Крішьяніс Вальдемарс

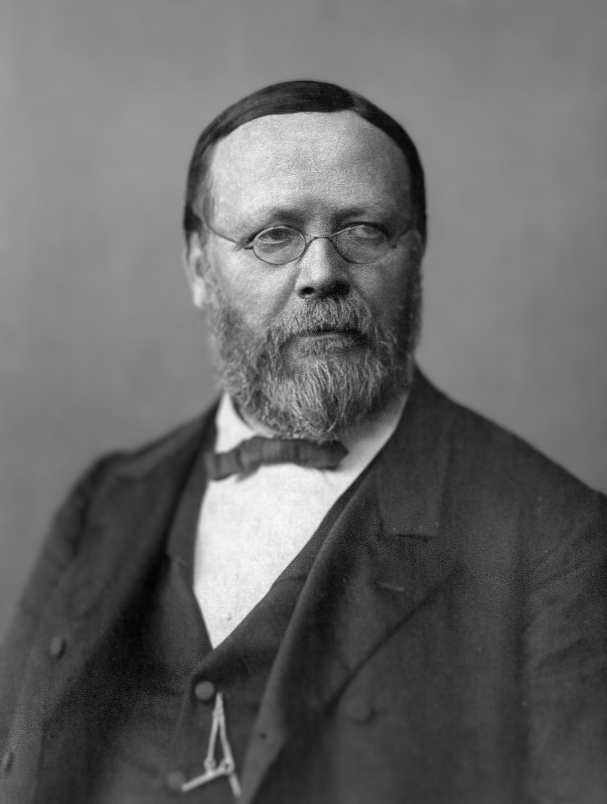
Крішьяніс Вальдемарс

Крішьяніс Вальдемарс народився у селянській родині. Після закінчення школи в Лубезере (1840) працював вчителем у місті Сасмака (нині — Валдемарпілс), згодом — помічником волосного писаря у селі Рундале, а ще пізніше — писарем у селах Ліелберзтале та Едоле. Після закінчення Лієпайської гімназії (1854) вивчав національні закони і народне господарство у Дерптському університеті.
У своїх опублікованих працях він виступав проти привілеїв для німецьких дворян та феодального устрою, тим самим виступаючи за розвиток капіталізму в Латвії. Також він закликав латишів і естонців зайнятися мореплавством та розвивати національну самосвідомість і культуру. Після закінчення університету (1858) Вальдемарс працював у Петербурзі службовцем у Міністерстві фінансів, а водночас з цим був співробітником газети «St. Petersburg Zeitung» (з нім. «Санкт-Петербурзька газета»). У 1862—1865 рр. він був видавцем газети «Pēterburgas Avīzes» — спочатку цензором і фактично її головним редактором. У 1864 році Крішьяніс Вальдемарс заснував першу латиську мореплавну школу у місті Айнажі. З 1867 року він займався публіцистикою у Москві; також писав російською і німецькою мовами. У 1873 році за пропозицією Вальдемарса у Росії було утворено перше товариство мореплавців; окрім цього, було проведено велику роботу з популяризації мореплавства і його значення. Склавши перший список кораблів російського торговельного флоту, він планував видавництво словників для мореплавців. Крішьяніс Вальдемарс був одним із засновників латиської національної літератури та публіцистики. Ще він збирав народні пісні, та разом зі своїми послідовниками, Крішьянісом Баронсом і Фріцисом Брівземніексом, брав участь у створенні шафи з дайнами.

### Юріс Алунанс
Юріс Алунанс був засновником латиської художньої поезії та латиської мови загалом. Ще у шкільні часи він оволодів німецькою, російською, грецькою, латинською, французькою і литовською мовами. Досліджував латиську мову, переклав більшу частину пізніше опублікованих поезій. З 1856 року Алунанс навчався у Дерптському університеті, де і почав активну публіцистичну та літературну діяльність. У 1856 році він видав збірку поезій «Dziesmiņas, latviešu valodai pārtulkotas» (з латис. «Пісеньки, перекладені латиською мовою»). Юріс Алунанс прагнув показати красу латиської мови та її рівноцінність серед інших мов. Це була перша художньо визначна класична збірка віршів латиською мовою. У 1862 році Алунанс також брав участь у становленні першої прогресивної газети «Pēterburgas avīzes», яку видавав Крішьяніс Вальдемарс. Він був першим визначним засновником літературної латиської мови та вніс до неї більше 500 нових слів, більшість з яких швидко перейшла до повсякденного ужитку. Ще Юріс Алунанс був першим поетом, який у своїх віршах закликав народ боротися за свободу.

### Крішьяніс Баронс

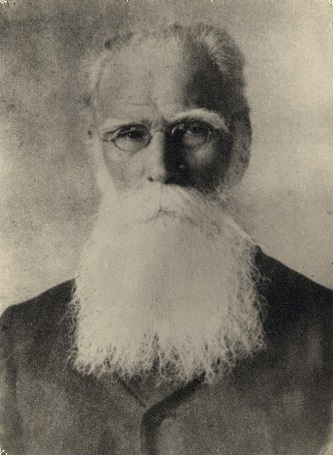
Крішьяніс Баронс

Крішьяніс Баронс був фольклористом, письменником і публіцистом. У 1855 році він закінчив Єлгавську гімназію, у 1856—1860 рр. вивчав математику та астрономію у Дерптському університеті, а з 1862 по 1865 рр. був співробітником газети «Pēterburgas avīzes». У 1880—1893 рр. працював вчителем у Маріїнській жіночій гімназії в Москві. У 1893 році Баронс повернувся до Риги, де до кінця життя організовував видання латиських народних пісень — дайн; також він досліджував дарвінізм та природознавчі науки. У 1878 році він зайнявся упорядкуванням латиських народних пісень і по суті продовжив працю Крішьяніса Вальдемарса. Працею всього життя Баронса у фольклористиці стала збірка народних пісень «Latvju dainās» (латис. «Латиські дайни») (1915), яку Яніс Ендзелінс назвав наріжним каменем латиської філології. Окрім цього Баронс уклав «Вибірку латиських дайн» (Latvju dainu izlasi) та вивчав метрику латиських народних пісень («Latvju dainu izlase skolai un Jaunatnei» — «Вибірка латиських дайн для школярів і молоді», 1931).

### Атіс Кронвальдс
Молодолатиш Атіс Кронвальдс продовжив традицію латиських вечорів Крішьяніса Вальдемарса. У 1870 році Атіс Кронвальдс заснував у Дерпті «літературні вечори», де збиралися 18 студентів Дерптського університету. Метою цих вечорів були пробудження національної самосвідомості і поваги до латиської мови.